# Avé
Avé è il primo album della band inglese Venom Inc, che rivede la formazione del periodo 1989-1992 caratterizzata dal trio Dolan, Dunn e Bray. L'album è stato pubblicato l'11 agosto del 2017 per la Nuclear Blast.

## Tracce
1. Avé Satanas – 8:33
2. Forged in Hell – 4:59
3. Metal We Bleed – 5:17
4. Dein Fleisch – 7:11
5. Blood Stained – 5:22
6. Time To Die – 4:06
7. The Evil Dead – 4:18
8. Preacher Man – 6:37
9. War – 4:30
10. I Kneel to No God – 6:19
11. Black N' Roll – 4:45

## Formazione
- Tony "Demolition Man" Dolan – voce e basso
- Jeffrey "Mantas" Dunn – chitarra
- Anthony "Abaddon" Bray – batteria